# 索斯尼夫
49°20′13″N 25°21′0″E / 49.33694°N 25.35000°E
索斯尼夫（羅馬化：Sosniv）是烏克蘭的村落，位於該國西部捷爾諾波爾州，由捷尔诺波尔区負責管轄，始建於1472年，面積6.4平方公里，2001年人口666，人口密度每平方公里104.1人。